# جوار (الجوف)
جوار هي إحدى قرى الجمهورية اليمنية. تتبع جغرافيا لمحافظة الجوف و إداريًا لمديرية برط العنان. يبلغ تعداد سكانها 2917 نسمة حسب الإحصاء الذي أجري عام 2004.